# 白桥镇 (和县)
白桥镇是中国安徽省马鞍山市和县下属的一个镇，位于和县东南部长江岸边，面积106.58平方公里，人口5.3万，下辖9个行政村和3个社区居委会。
2012年成立的马鞍山经济技术开发区郑蒲港新区建设指挥部托管和县姥桥镇、白桥镇。